# Romeinse villa Lemiers
De Romeinse villa Lemiers was een Romeinse villa ten oosten van Lemiers in de gemeente Vaals in de Nederlandse provincie Limburg.

## Ligging
De villa lag in de hellingvoet met op zo'n 100 meter noordelijker de Selzerbeek. Zo'n 500 meter zuidwestelijker zou de (niet aangetoonde) Romeinse weg de Oude Akerweg gelegen zijn geweest. De villa was van het type rustica en was een van de vele tientallen villa's van dit type in Zuid-Limburg. Zo'n 3 kilometer naar het noorden lag de Romeinse villa Bocholtz-Vlengendaal.
Aan de zuidzijde van het terrein werd in het begin van de 19e eeuw een talud aangelegd voor de tramlijn Maastricht-Vaals.

## Geschiedenis
In 1897 vonden er opgravingen plaats waarbij een deel van de funderingen werden blootgelegd.
In 1928-1930 vond er na proefonderzoek een grootschalige opgraving plaats. Daarbij werd ongeveer de helft van de aanwezige resten van gebouwen onderzocht, inclusief een hypocaustum en een gedeelte van een badgebouw. De villa had afmetingen van 160 bij 150 meter, waarbij het badgebouw apart lag.
Sinds 1985 is het terrein met de resten van de villa een rijksmonument.

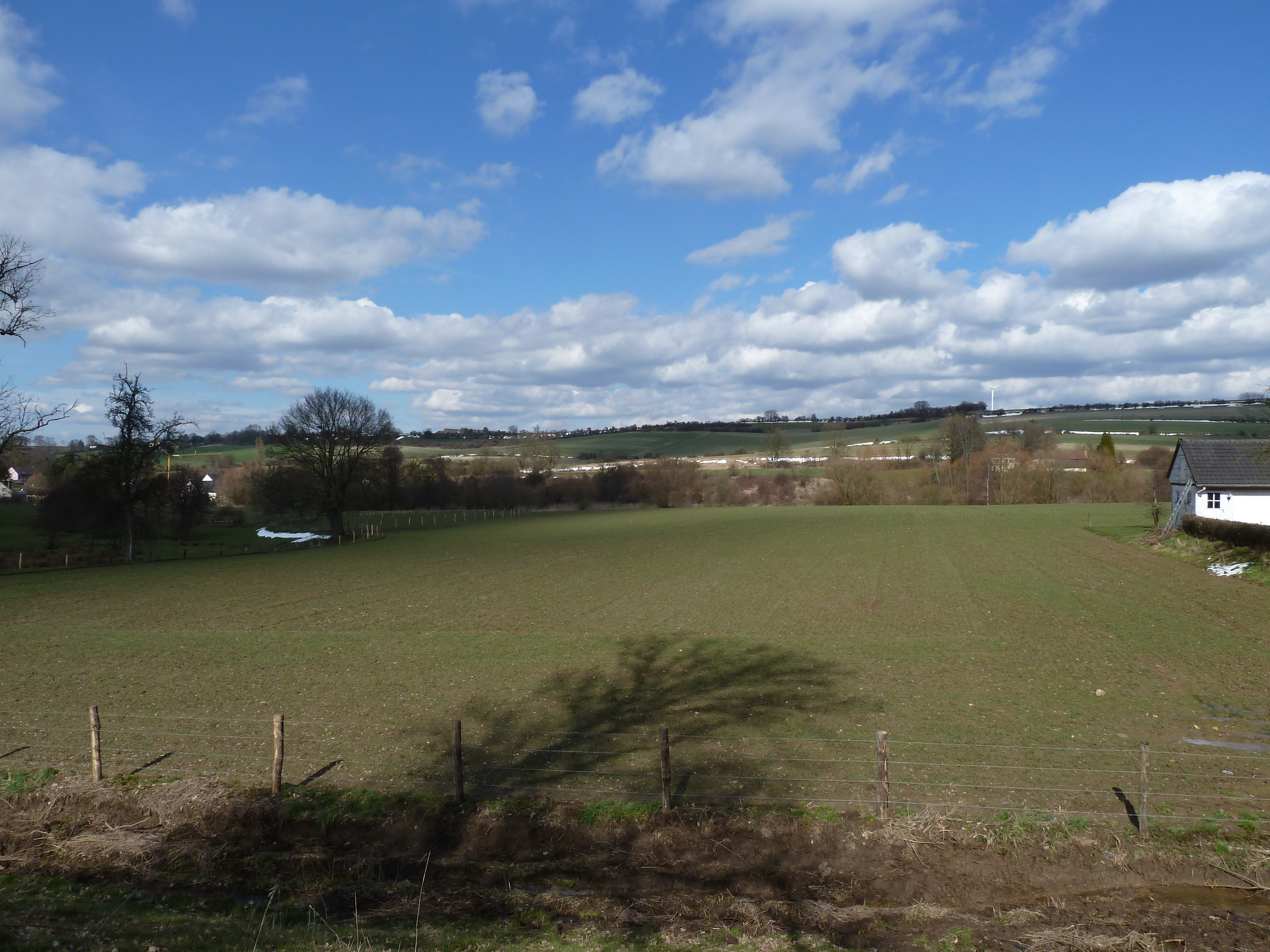
Opgravingsterrein
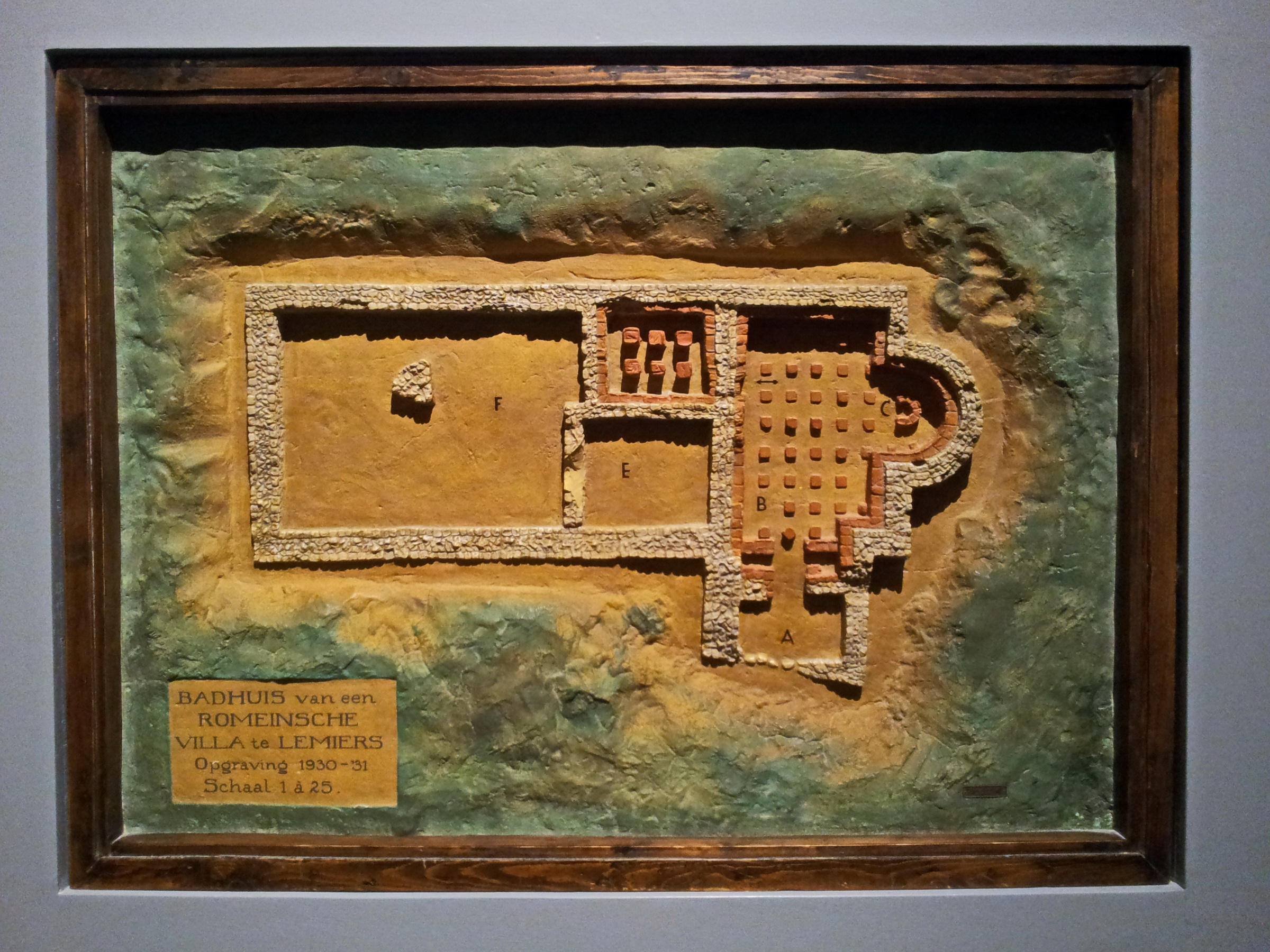
Maquette fundamenten badhuis